# Johannes Hinz
Johannes Hinz (* 2. März 1936 in Lauenburg in Pommern; † 7. April 2010 in Köln) war ein deutscher Maler und Sachbuchautor. Er schrieb heimatkundliche Bücher über Pommern.
Geboren in Lauenburg in Pommern, verbrachte er seine Kindheit im pommerschen Kreis Bütow. Seine Heimat kam 1945 an Polen. Hinz gelangte 1950 in die Bundesrepublik Deutschland. Nach dem Abitur 1957 in Michelstadt studierte er Geographie und Anglistik zunächst in Frankfurt am Main, Marburg und Köln, absolvierte aber daneben künstlerische Abendkurse an der Städelschule in Frankfurt am Main. 1964 beendete er sein Studium und lebte seither in Köln. Er wirkte als Maler und Zeichner, wobei Kurt Linden sein wichtigster Mentor war. Seine Werke wurden in mehr als 70 Einzelausstellungen gezeigt.

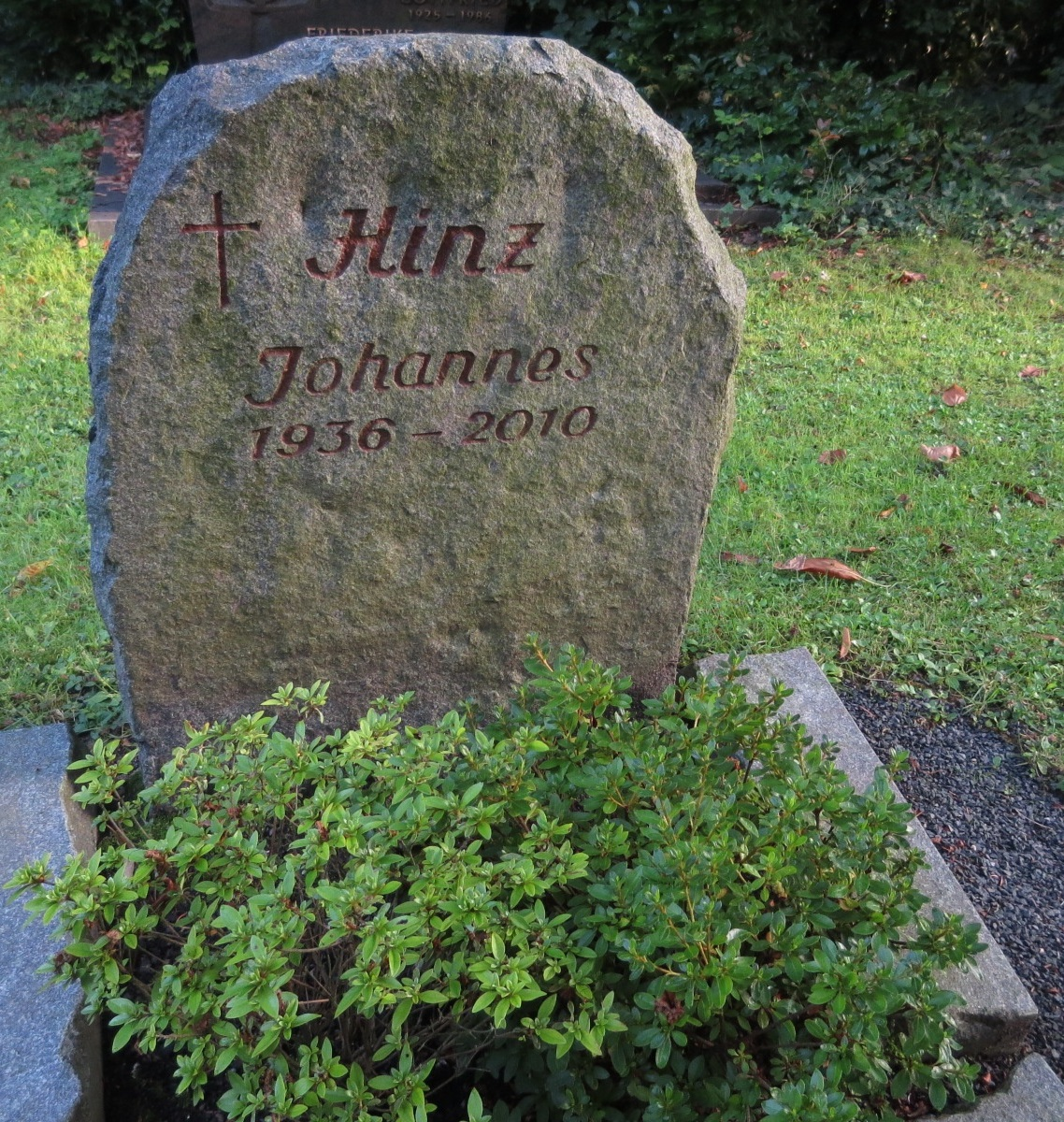
Grabstein

Ferner schrieb Hinz heimatkundliche Bücher über Pommern. Als seine beiden „Großtaten, für die ihm viel Anerkennung gezollt wurde“ (Porada) gelten Pommern – Wegweiser durch ein unvergessenes Land (1988) und Pommern – Lexikon (1994), die beide in mehreren Auflagen erschienen. Seit 1982 veröffentlichte er Beiträge in der vom Ostdeutschen Kulturrat herausgegebenen Kulturpolitischen Korrespondenz.
2006 wurde Hinz mit dem Pommerschen Kulturpreis ausgezeichnet. Er starb 2010 im Alter von 74 Jahren und wurde auf dem Friedhof in Köln-Longerich (Flur 17 Nr. 441a) beigesetzt.